# North Melbourne Football Club
Il North Melbourne Football Club è un club di football australiano della città di Melbourne.